# HD 50820
HD 50820，又名BD-01 1446，SAO 133881、HR 2577，是一颗恒星，视星等为6.21，位于銀經214.87，銀緯-0.08，其B1900.0坐标为赤經6h 49m 38.5s，赤緯-1° -0.08′ 51″。